# Fältvedel
Fältvedel (Oxytropis campestris) är en växtart i familjen ärtväxter.